# Lijst van nummer 1-hits in Denemarken in 1998
De Deense hits die in 1998 op nummer 1 in de hitlijsten stonden werden bijgehouden door de International Federation of the Phonographic Industry en Nielsen SoundScan. De hitlijsten werden gepubliceerd door het Amerikaanse magazine Billboard in de "Hits of the World" sectie. De nummer 1-hits in Denemarken van 2000 tot en met 2007 werden bijgehouden door Hitlisten, dat op zijn beurt weer werd vervangen door de Tracklisten Top 40.
| Datum        | Artiest           | Titel                                                            |
| ------------ | ----------------- | ---------------------------------------------------------------- |
| 1 januari    | Elton John        | Candle in the Wind 1997/Something About the Way You Look Tonight |
| 8 januari    | Elton John        | Candle in the Wind 1997/Something About the Way You Look Tonight |
| 15 januari   | Natalie Imbruglia | Torn                                                             |
| 22 januari   | Natalie Imbruglia | Torn                                                             |
| 29 januari   | Natalie Imbruglia | Torn                                                             |
| 5 februari   | Natalie Imbruglia | Torn                                                             |
| 12 februari  | Natalie Imbruglia | Torn                                                             |
| 19 februari  | Run-D.M.C.        | It's Like That                                                   |
| 26 februari  | Run-D.M.C.        | It's Like That                                                   |
| 5 maart      | Run-D.M.C.        | It's Like That                                                   |
| 12 maart     | Run-D.M.C.        | It's Like That                                                   |
| 19 maart     | Céline Dion       | My Heart Will Go On                                              |
| 26 maart     | Céline Dion       | My Heart Will Go On                                              |
| 2 april      | Céline Dion       | My Heart Will Go On                                              |
| 9 april      | Céline Dion       | My Heart Will Go On                                              |
| 16 april     | Céline Dion       | My Heart Will Go On                                              |
| 23 april     | Céline Dion       | My Heart Will Go On                                              |
| 30 april     | Céline Dion       | My Heart Will Go On                                              |
| 7 mei        | Céline Dion       | My Heart Will Go On                                              |
| 14 mei       | Céline Dion       | My Heart Will Go On                                              |
| 21 mei       | Hit'n'Hide        | Space Invaders                                                   |
| 28 mei       | Hit'n'Hide        | Space Invaders                                                   |
| 4 juni       | Hit'n'Hide        | Space Invaders                                                   |
| 11 juni      | Hit'n'Hide        | Space Invaders                                                   |
| 18 juni      | Hit'n'Hide        | Space Invaders                                                   |
| 25 juni      | Hit'n'Hide        | Space Invaders                                                   |
| 7 juli       | Pras, ODB & Mýa   | Ghetto Supastar (That Is What You Are)                           |
| 14 juli      | Pras, ODB & Mýa   | Ghetto Supastar (That Is What You Are)                           |
| 21 juli      | Drömhus           | Vil Ha Dig                                                       |
| 23 juli      | Drömhus           | Vil Ha Dig                                                       |
| 30 juli      | Drömhus           | Vil Ha Dig                                                       |
| 6 augustus   | Drömhus           | Vil Ha Dig                                                       |
| 3 augustus   | Drömhus           | Vil Ha Dig                                                       |
| 20 augustus  | Drömhus           | Vil Ha Dig                                                       |
| 27 augustus  | Drömhus           | Vil Ha Dig                                                       |
| 3 september  | Drömhus           | Vil Ha Dig                                                       |
| 10 september | Drömhus           | Vil Ha Dig                                                       |
| 17 september | Depeche Mode      | Only When I Lose Myself                                          |
| 24 september | Infernal          | Kalinka                                                          |
| 1 oktober    | Infernal          | Kalinka                                                          |
| 8 oktober    | Infernal          | Kalinka                                                          |
| 15 oktober   | Infernal          | Kalinka                                                          |
| 22 oktober   | Infernal          | Kalinka                                                          |
| 29 oktober   | Boyzone           | No Matter What                                                   |
| 3 november   | Boyzone           | No Matter What                                                   |
| 10 november  | Cher              | Believe                                                          |
| 17 november  | Cher              | Believe                                                          |
| 24 november  | Cher              | Believe                                                          |
| 30 november  | Cher              | Believe                                                          |
| 8 december   | Cher              | Believe                                                          |
| 15 december  | Cher              | Believe                                                          |
| 22 december  | Cher              | Believe                                                          |
| 29 december  | Cher              | Believe                                                          |